# جک بارتی
جک بارتی (انگلیسی: Jack Barty؛ ‏ ۳۱ دسامبر ۱۸۸۸ – ۲۵ نوامبر ۱۹۴۲) بازیگر اهل بریتانیا بود.
از فیلم‌ها یا برنامه‌های تلویزیونی که وی در آن نقش داشته‌است، می‌توان به اولیور هشتم اشاره کرد.